# بائورجان مومیشولی
بائورجان مومیشولی (به قزاقی: Бауыржан Момышұлы، باۋىرجان مومىشۇلى) یک منطقهٔ مسکونی در قزاقستان است که در شهرستان ژوآلی واقع شده‌است. بائورجان مومیشولی ۱۲٬۴۹۱ نفر جمعیت دارد.